# Nymyrtjärnen (Jörns socken, Västerbotten, 723310-169027)
Nymyrtjärnen är en sjö i Skellefteå kommun i Västerbotten och ingår i Skellefteälvens huvudavrinningsområde. Sjön har en area på 0,0706 kvadratkilometer och ligger 301,1 meter över havet. Sjön avvattnas av vattendraget Nymyrbäcken.

## Delavrinningsområde
Nymyrtjärnen ingår i det delavrinningsområde (723219-169154) som SMHI kallar för Mynnar i Nyträskån. Medelhöjden är 312 meter över havet och ytan är 14,67 kvadratkilometer. Det finns inga avrinningsområden uppströms utan avrinningsområdet är högsta punkten. Nymyrbäcken som avvattnar avrinningsområdet har biflödesordning 6, vilket innebär att vattnet flödar genom totalt 6 vattendrag innan det når havet efter 103 kilometer. Avrinningsområdet består mestadels av skog (52 procent) och sankmarker (43 procent). Avrinningsområdet har 0,07 kvadratkilometer vattenytor vilket ger det en sjöprocent på 0,5 procent.